# Alain Coppier
Pour les articles homonymes, voir Coppier.

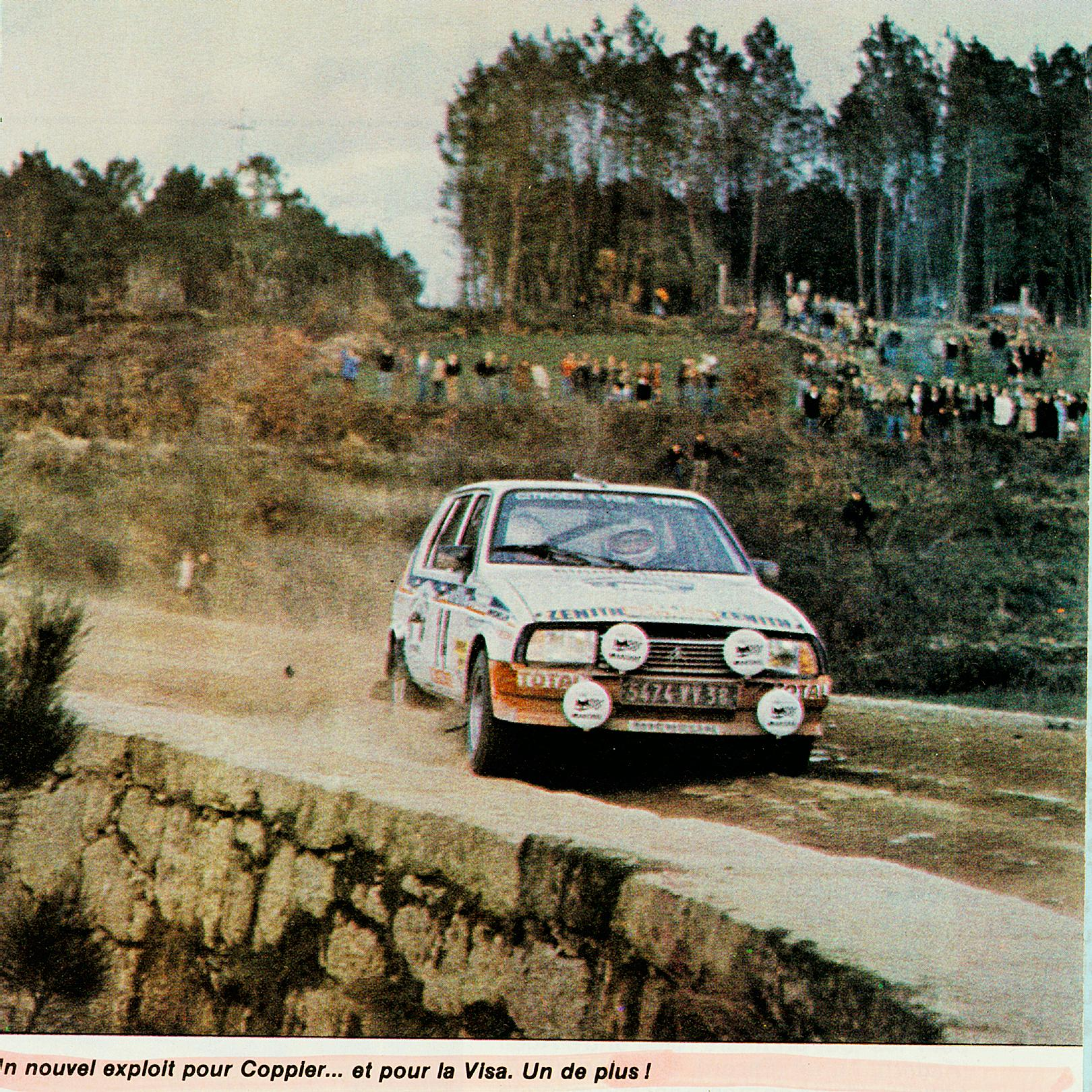
Alain Coppier cinquième du Rallye du Portugal 1982 en WRC, sur Citroën Visa Trophée.

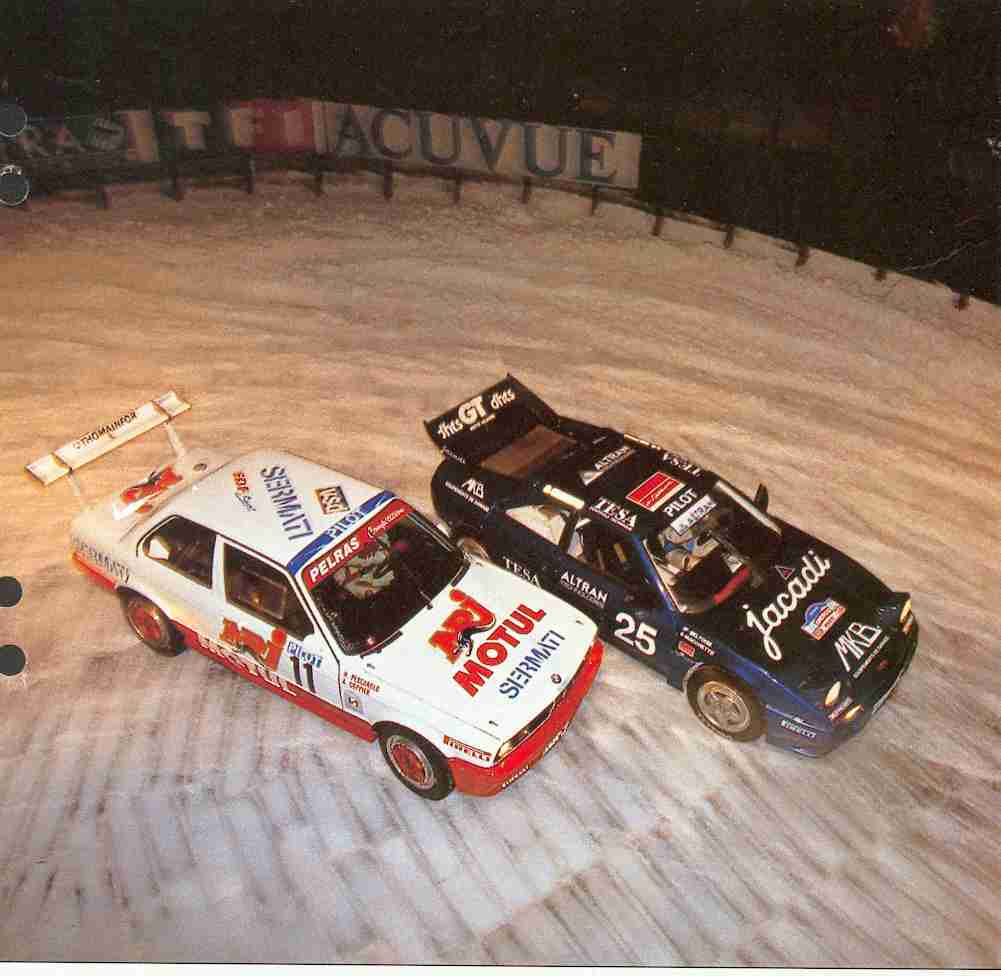
Coppier devant J-P Beltoise aux 24 Heures de Paris sur glace 1993.

Alain Coppier (né le 28 juillet 1948) est un pilote de rallyes, de courses sur glace, et de rallycross français.

## Biographie
Il dispute 24 rallyes de WRC entre 1975 et 1983, obtenant ainsi 1 podium en mondial.
Ses meilleurs résultats en course lors du championnat du monde des rallyes sont ainsi: une 3e place au Tour de Corse en 1980 (copilote Josépha Laloz, sur Porsche 911 SC du Groupe 4), une 4e en 1979 (même équipage alors sur Porsche 911 SC du Groupe 3, victoire en Gr.3), et une 5e place au rallye du Portugal en 1982 (même copilote sur Citroën Visa cette fois, et victoire en Groupe B) et une neuvième place au Tour de Corse 1983, sur Visa Chrono, vainqueur du groupe B, toujours avec Josepha Laloz comme copilote.
Il obtient également une 9e place au Monte-Carlo en 1980 (copilote Josépha Laloz, sur Porsche 911 SC du Groupe 3, avec victoire en Gr.3), et une 10e place au Monte-Carlo en 1981 (copilote Josépha Laloz, sur Renault 5 Turbo "Cévennes", avec alors la victoire en Gr.B amateurs).

## Palmarès

### Titres
- Champion de France des rallyes Terre: 1981, sur Renault 5 Alpine;
- Champion de France de rallycross: 1986, sur BMW 325i;
  - Vice Champion de France de rallycross: 1987, sur BMW 325 Proto. (avec un moteur de BMW M1 préparé tout spécialement chez PIPO, incluant des bielles en titane Cosworth, pour une puissance finale de 620 CV);
- Vainqueur du Trophée Citroën International: 1982;
  - 3e du Trophée International Citroën Total: 1983.

### Victoires

#### Rallyes de Terre
- Rallye Terre de Biarritz: 1981, sur Renault 5 Alpine Groupe 2 (Bozian);
- Rallye Terre de Boulatges: 1983, sur Citroën Visa Trophée;
- Six victoires en Groupe 2, et titre de Champion de France ,

Rallye des Milles pistes 1980, troisième sur proto Alpine A310 politecnic,  
Rallye des Milles pistes 1981, deuxième sur Renault 5 Alpine groupe 2.
Rallye Terre de Provence 1980, deuxième sur Alpine 310 V6 et 1981, deuxième sur Renault 5 Alpine groupe 2.

#### Rallycross (9)
- Rallycross du Creusot: 1986;
- Rallycross de Lessay: 1986;
- Rallycross de Mayenne: 1986;
- Rallycross de Cergy: 1986;
- Rallycross de Pau: 1986;
- Rallycross de Dreux: 1987;
- Rallycross de Essay: 1987;
- Rallycross de Mayenne: 1987;
- Rallycross de Longwy: 1987;

#### Trophée Andros
- Lans-en-Vercors sur glace: 1991, sur Peugeot T16, véhicule préparé par Daniel Pernoud;
  - 24 Heures de Chamonix sur glace: 2e en 1983 sur Citroën Visa, à compresseur Brozzi;
  - 24 Heures de Paris sur glace: 2e en 1992 sur Méga Proto, et alors équipier de Björn Waldegård.